# فيكتوريا هولبرووك
فيكتوريا هولبرووك (بالإنجليزية: Victoria Holbrook)‏ هي مترجمة أمريكية، ولدت في 1952.